# Selahattin Demirtaş
Selahattin Demirtaş (ur. 10 kwietnia 1973 w Palu) – turecki polityk, prawnik, pisarz i obrońca praw człowieka, z pochodzenia Kurd (Zaza), w latach 2012-2018 jeden z dwójki (obok Figen Yüksekdağ) liderów Ludowej Partii Demokratycznej.

## Życiorys

### Młodość i studia
Urodził się w kurdyjskiej rodzinie posługującej się językiem zazaki, jednak jego rodzice rozmawiali z nim i z jego rodzeństwem w domu po turecku, uznając, że przyjęcie przez nich tożsamości tureckiej pozwoli im łatwiej funkcjonować w społeczeństwie, niż gdyby byli Kurdami. Przyszły polityk zainteresował się polityką i uznał się za Kurda po tym, gdy w 1991 w Diyarbakırze 80 osób zostało zastrzelonych podczas pogrzebu polityka, który według Kurdów został zamordowany przez służby bezpieczeństwa. Demirtaş rozważał przystąpienie do nielegalnej Partii Pracujących Kurdystanu, ostatecznie jednak postanowił ukończyć studia i zająć się zawodowo obroną praw człowieka. Jest absolwentem Wydziału Prawa Uniwersytetu w Ankarze. Następnie wrócił do Diyarbakıru, gdzie prowadził praktykę prawniczą i działał w Stowarzyszeniu Praw Człowieka, które zajmowało się nagłaśnianiem przypadków łamania praw człowieka w walce państwa tureckiego przeciwko Partii Pracujących Kurdystanu. 

### Działalność polityczna

#### Działalność partyjna
W 2007 przystąpił do kurdyjskiej Partii Demokratycznego Społeczeństwa i działał w niej przez dwa lata, do momentu, gdy organizacja została zdelegalizowana z powodu związków z Partią Pracujących Kurdystanu. Z ramienia Partii Demokratycznego Społeczeństwa został wybrany do tureckiego parlamentu i został szefem partyjnego klubu parlamentarnego. Po likwidacji partii razem z innymi należącymi do niej parlamentarzystami utworzył Partię Pokoju i Demokracji; był jednym z dwóch jej liderów. W 2011 został ponownie wybrany do tureckiego parlamentu. Trzy lata później kierowana przez niego partia wspólnie z kilkoma innymi organizacjami lewicowymi utworzyła Ludową Partię Demokratyczną. Współkierując Ludową Partią Demokratyczną, Demirtaş starał się poszerzać jej elektorat poza społeczność kurdyjską. Partia wprowadziła do swojego programu hasła równości, ochrony środowiska i praw osób homoseksualnych. 

#### Udział w wyborach
W 2014 wystartował w wyborach prezydenckich w Turcji z ramienia Ludowej Partii Demokratycznej, z poparciem innych organizacji mniejszości narodowych oraz organizacji feministycznych. Uzyskał najniższy wynik z trzech kandydatów – 9%. 
W czerwcu 2015 współkierowana przez niego uzyskała 13% głosów. W ten sposób jako pierwsza w historii Turcji partia tworzona przez Kurdów weszła do parlamentu. Według analityków partia odebrała głosy rządzącej Partii Sprawiedliwości i Rozwoju, odbierając jej bezwzględną większość w parlamencie i udaremniając plany uzyskania po wyborach większości konstytucyjnej. 

#### Konflikt z władzami
We wrześniu 2015, ponad miesiąc po rozpoczęciu przez Turcję kampanii przeciwko Partii Pracujących Kurdystanu, Demirtaş zarzucił rządzącej Partii Sprawiedliwości i Rozwoju prowadzenie kraju do wojny domowej. W grudniu 2015 wziął udział w kongresie działających w Turcji organizacji kurdyjskich, podczas którego domagał się nadania Kurdom tureckim szerszego zakresu autonomii. Stwierdził również, że państwo kurdyjskie powstanie w przyszłości i prawdopodobnie będzie państwem niepodległym. W sprawie tej wypowiedzi, którą prezydent Turcji określił jako prowokację, czy wręcz zdradę państwa, wszczęte zostało śledztwo.
W nocy z 3 na 4 listopada 2016 został aresztowany, podobnie jak współprzewodnicząca partii, za niestawianie się na wezwania do złożenia zeznań w postępowaniach dotyczących terroryzmu. Przed kongresem partyjnym planowanym na 11 lutego 2018 oznajmił, że nie będzie ubiegał się o reelekcję, by na czele partii mógł stanąć polityk będący na wolności i by była ona skuteczniejsza w działaniu. We wrześniu 2018 został skazany na 4 lata i 8 miesięcy więzienia. 
W listopadzie 2018 Europejski Trybunał Praw Człowieka nakazał zwolnienie go z więzienia, jednak Turcja nie zastosowała się do wyroku. W grudniu 2020 zapadł wyrok Wysokiej Izby Trybunału ponownie nakazujący uwolnienie Demirtaşa. Trybunał orzekł przy tym, że uwięzienie Demirtaşa miało przyczyny polityczne i miało na celu ograniczenie pluralizmu i swobody debaty politycznej.
W marcu 2021 r. został skazany na karę 3,5 roku więzienia za obrazę prezydenta Turcji.
Polityk odbywa karę w więzieniu w Edirne. Przebywając w więzieniu napisał i opublikował dwa zbiory opowiadań: Seher i Devran.

## Życie prywatne
Jest żonaty z nauczycielką Başak Demirtaş, ma dwie córki.